# ステファン・リヒトシュタイナー
ステファン・リヒトシュタイナー（Stephan Lichtsteiner, 1984年1月16日 - ）は、スイス・アドリゲンスヴィル出身の元サッカー選手。元スイス代表。ポジションはDF（右サイドバック）。

## 経歴

### クラブ
グラスホッパー・クラブ・チューリッヒにてプロサッカー選手としてデビューし、シーズン2年目にはリーグ優勝を果たす。また、グラスホッパー在籍中にはクレディ・スイスという世界的なユニバーサルバンクの徒弟制度に参加、銀行員としての道もあったがサッカー選手として生きることを選んだ。
2005年7月1日にフランスのLOSCリールに移籍金65万ユーロで加入。クロード・ピュエル監督の指導の下で、サイドバックとしてだけでなくサイドハーフとしてもプレーするようになった。3年間所属したリールではリーグ戦89試合に出場し、5得点を記録した。
2008年7月16日にイタリアのSSラツィオへ120万ユーロで移籍した。初年度からローマダービーで1得点を記録するなど活躍を見せコッパ・イタリアで優勝、スーペルコッパ・イタリアではインテル相手に2-1で勝利し2つのタイトルを獲得する。ラツィオではクラブ生え抜きのロレンツォ・デ・シルヴェストリとポジションを争い、33試合に出場。デ・シルヴェストリをACFフィオレンティーナ移籍へと追いやった。その後も不動の右サイドバックとして君臨し、通算100試合に出場して3得点を挙げた。
2011年7月1日、ユヴェントスFCに1000万ユーロで移籍。4年契約を締結した。2015年1月13日にはユヴェントスと2年間の契約延長をしている。2015年9月23日、セリエA第5節フロジノーネ戦に先発出場するも、呼吸困難を起こしハーフタイムで交代。検査の結果、良性心臓不整脈と診断され、心臓の手術を行った。2015年11月4日、UEFAチャンピオンズリーグGLのボルシアMG戦で復帰し、同点弾を決めた。2016-17シーズンは、チームがダニエウ・アウヴェスを獲得したため、シーズン当初はチャンピオンズリーグの登録メンバーから外れたが、決勝トーナメントでは登録メンバーに復帰。 2017年2月ユベントスとの契約を2018年まで延長した。ユヴェントスでは7年間プレーし、7度のスクデット獲得と4度のコッパ・イタリア制覇を経験した。
2018年6月5日、アーセナルFCに移籍することが発表された。ユヴェントスFCと契約満了のため、フリーでの移籍となり、合わせて背番号は12番に決まったことも発表された。10月のEFLカップのブラックプール戦でゴールを決めたが、リーグ戦は14試合の出場に留まり、シーズン終盤に僅か1シーズンでアーセナルを退団すると自身のインスタグラムで発表した。
2019年8月19日、FCアウクスブルクと契約した。
2020年8月12日、現役引退を表明した。

### 代表
U-21代表として2004年のUEFA U-21欧州選手権などに出場した後、2005年にスイス代表に初招集。2006年11月11日のブラジルとの親善試合で代表デビューを飾った。
母国開催（オーストリアとの共催）となったEURO2008にも3試合出場。しかし、スイスは1勝2敗でグループリーグ敗退となった。2010 FIFAワールドカップの代表メンバーにも選出されて3試合に出場したが、1勝1敗1分でまたしてもグループリーグ敗退に終わった。
2011年10月11日のEURO2012予選のモンテネグロ戦で代表初得点を挙げた。
2014 FIFAワールドカップに出場。
UEFA EURO 2016ではギョクハン・インレルが代表を外れた為、キャプテンとしてプレー。グループステージを勝ち上がるが、ラウンド16でポーランドにPK戦の末敗れた。
2018 FIFAワールドカップでもキャプテンとして出場し、累積警告で出場停止となったスウェーデン戦以外の全試合に出場。スイス代表はラウンド16でスウェーデン戦で敗れた。

## 個人成績
| クラブ           | シーズン | リーグ         | リーグ | リーグ | カップ | カップ | 国際大会 | 国際大会 | その他 | その他 | 通算 | 通算 |
| クラブ           | シーズン | ディビジョン   | 出場   | 得点   | 出場   | 得点   | 出場     | 得点     | 出場   | 得点   | 出場 | 得点 |
| ---------------- | -------- | -------------- | ------ | ------ | ------ | ------ | -------- | -------- | ------ | ------ | ---- | ---- |
| グラスホッパーズ | 2001-02  | スーパーリーグ | 1      | 0      | —      | —      | —        | —        | —      | —      | 1    | 0    |
| グラスホッパーズ | 2002-03  | スーパーリーグ | 25     | 0      | —      | —      | 2        | 0        | —      | —      | 27   | 0    |
| グラスホッパーズ | 2003-04  | スーパーリーグ | 26     | 2      | 4      | 0      | 4        | 0        | —      | —      | 34   | 2    |
| グラスホッパーズ | 2004-05  | スーパーリーグ | 27     | 2      | 1      | 0      | —        | —        | —      | —      | 28   | 2    |
| グラスホッパーズ | 通算     | 通算           | 79     | 4      | 5      | 0      | 6        | 0        | —      | —      | 90   | 4    |
| リール           | 2005-06  | リーグ・アン   | 31     | 1      | 4      | 0      | 8        | 0        | —      | —      | 43   | 1    |
| リール           | 2006-07  | リーグ・アン   | 24     | 0      | 5      | 0      | 3        | 0        | —      | —      | 32   | 0    |
| リール           | 2007-08  | リーグ・アン   | 34     | 4      | 4      | 1      | —        | —        | —      | —      | 34   | 5    |
| リール           | 通算     | 通算           | 89     | 5      | 13     | 1      | 11       | 0        | —      | —      | 113  | 6    |
| ラツィオ         | 2008-09  | セリエA        | 33     | 1      | 6      | 0      | —        | —        | —      | —      | 39   | 1    |
| ラツィオ         | 2009-10  | セリエA        | 33     | 2      | 2      | 0      | 7        | 0        | 1      | 0      | 43   | 2    |
| ラツィオ         | 2010-11  | セリエA        | 34     | 0      | 1      | 0      | —        | —        | —      | —      | 35   | 0    |
| ラツィオ         | 通算     | 通算           | 100    | 3      | 9      | 0      | 7        | 0        | 1      | 0      | 117  | 3    |
| ユヴェントス     | 2011-12  | セリエA        | 35     | 2      | 3      | 0      | —        | —        | —      | —      | 38   | 2    |
| ユヴェントス     | 2012-13  | セリエA        | 28     | 4      | 1      | 0      | 6        | 0        | 1      | 0      | 36   | 4    |
| ユヴェントス     | 2013-14  | セリエA        | 27     | 2      | 1      | 0      | 7        | 0        | 1      | 1      | 36   | 3    |
| ユヴェントス     | 2014-15  | セリエA        | 32     | 3      | 3      | 0      | 13       | 0        | 1      | 0      | 49   | 3    |
| ユヴェントス     | 2015-16  | セリエA        | 26     | 0      | 4      | 1      | 6        | 1        | 1      | 0      | 37   | 2    |
| ユヴェントス     | 2016-17  | セリエA        | 26     | 1      | 2      | 0      | 1        | 0        | 1      | 0      | 30   | 1    |
| ユヴェントス     | 2017-18  | セリエA        | 27     | 0      | 3      | 0      | 2        | 0        | 0      | 0      | 32   | 0    |
| ユヴェントス     | 通算     | 通算           | 201    | 12     | 17     | 1      | 35       | 1        | 5      | 1      | 257  | 15   |
| アーセナル       | 2018-19  | プレミアリーグ | 14     | 0      | 3      | 1      | 6        | 0        | —      | —      | 23   | 1    |
| アウクスブルク   | 2019-20  | ブンデスリーガ | 20     | 0      | 0      | 0      | —        | —        | —      | —      | 20   | 0    |
| 総通算           | 総通算   | 総通算         | 503    | 24     | 47     | 3      | 65       | 1        | 6      | 1      | 621  | 29   |

## 代表歴

### 出場大会
- スイス代表
  - 2010 FIFAワールドカップ
  - 2014 FIFAワールドカップ
  - 2018 FIFAワールドカップ

### 試合数
- 国際Aマッチ 108試合 8得点（2006年-2019年）[9]

| スイス代表 | 国際Aマッチ | 国際Aマッチ |
| 年         | 出場        | 得点        |
| ---------- | ----------- | ----------- |
| 2006       | 1           | 0           |
| 2007       | 7           | 0           |
| 2008       | 11          | 0           |
| 2009       | 6           | 0           |
| 2010       | 11          | 0           |
| 2011       | 9           | 1           |
| 2012       | 9           | 1           |
| 2013       | 6           | 2           |
| 2014       | 11          | 1           |
| 2015       | 8           | 0           |
| 2016       | 9           | 1           |
| 2017       | 8           | 2           |
| 2018       | 8           | 0           |
| 2019       | 4           | 0           |
| 通算       | 108         | 8           |

## タイトル

### クラブ
グラスホッパー
- スイス・スーパーリーグ: 2002-03

ラツィオ
- コッパ・イタリア: 2008-09
- スーペルコッパ・イタリアーナ: 2009

ユヴェントス
- セリエA: 2011-12, 2012-13, 2013-14, 2014-15, 2015-16, 2016-17, 2017-18
- コッパ・イタリア: 2014-15, 2015-16, 2016-17, 2017-18
- スーペルコッパ・イタリアーナ: 2012, 2013, 2015